# Syllepte strigicincta
Syllepte strigicincta is een vlinder uit de familie van de grasmotten (Crambidae). De wetenschappelijke naam van deze soort is voor het eerst voorgesteld door George Francis Hampson in een publicatie uit 1912.
De soort komt voor in Costa Rica , Panama , Ecuador en Peru .